# Умару Сорі
Умару Сорі (д/н —1868) — 11-й альмамі імамату Фута-Джаллон в 1847—1868 роках. Відомий також як Умару I.

## Життєпис
Походив з клану Сорійя. Про батьків обмаль відомостей, можливо був небожем альмамі Бакарі Сорі. 1847 року відповідно до угоди 1799 року йому поступився владою альмамі Бубакар II.
Розпочав активну політику із зміцнення держави, оскільки з 1839 року велику вагу набули марабути, суфії та посилилися улами в діве (провінціях). Тому вже 1848 року він наказав вигнати проповідника Омара Талла та ліквідувати його завію. Останній був прихильником клану Алфьайя та підтримував радикальний іслам. Втім це спричинило посилення конфлікту, оскільки Омар нподолік від кордону з імаматом в Дінгіраї створив власну державу, звідки став нападати на землі Фута-Джаллон. У відповідь альмамі став спиратися на суфіїв тіджані, що зменшило підтримку Омара в імаматі.
1849 року альмамі Умар відправив перші загони, що атакували землі держави Каабу. Але проти альмамі повстав колишній правитель Альфа Ібрагім, якого альмамі Умару швидко здолав. Водночас повстав шейх марабутів Мамаду Дює, що заснував рух хуббу расул-аллах («Тих, хто любить Бога»), спрямований проти світської влади альмамі. Війна з ним тривала з перемінним успіхом.
Разом з тим Умар Сорі відмовився залишати посаду альмамі, приборкавши заворушення Альфайя. Спрямував зусилля на збережжя влади в державі за своїм кланом.
З початку 1850-х років проводив загарбницьку політику, здійснюючи грабіжницькі походи проти сусідніх поганських племен. 1859 році хуббу перейшли у наступ, захопивши столицю імамату Тімбо. Потім поширили владу до Фітаби на півночі в області Кедугу (на півночі). Але незабаром альмамі завдав рішучих поразок хуббу в битвах при Коуні і Кусогоя, змусивши шейха Мамаду Дює тікати до Тинкіссо, де той загинув. Невдовзі було завдано поразки синові останнього Мамаду Абалу, якого було страчено. Тимчасово рух хуббу було знищено.
1860 року надав допомогу Молло Балде, очільнику фульбе-мусульман з Казаманси. Останній 1865 року за підтримки військ Фута-Джаллону почав війну проти Каабу. Вирішальна битва відбулася 1867 року за столицю — Кансалу. Але тут внаслідок вибуху загинула значна частина війська імамату.
Втім того ж року альмамі Умару здійснив новий похід, створивши з частини каабу васальну державу Фуладу, на чолі якої поставив Молло Балде, що отримав титул альфа. також визнали зверхність імамату інші держави, що утворилися з колишніх провінцій каабу. Зібравши з них данину 1868 року альмамі повертався до столиці тімбо. Але у горах був атакований загонами хуббусів, внаслідок чого загинув. Новим альмамі став його брат Ібрагім Сорі II.